# Anaïs Croze
Anaïs Croze (La Tronche, 20 agosto 1976) è una cantante francese.

## Biografia
Nata a Grenoble e cresciuta a Marsiglia, dopo aver studiato la lingua inglese a Aix-en-Provence, Anaïs Croze è stata dal 1999 al 2003 membro del gruppo Opossum, con i quali si è esibita in più di 200 concerti e ha realizzato un album. Sempre nel 2003 ha iniziato un tour solista, a cui è seguito l'album dal vivo The Cheap Show, che ha raggiunto la 4ª posizione della classifica francese, dove ha trascorso 101 settimane. È stato promosso dal singolo Mon cœur, mon amour, arrivato alla numero 17 in madrepatria. Nell'ambito dei Victoires de la musique la cantante ha accumulato quattro candidature, rispettivamente una nel 2006, due nel 2007 e una nel 2009.
Nel 2006 ha supportato Alain Souchon in  alcuni concerti, per poi pubblicare il primo album in studio, The Love Album, piazzatosi 9º nella classifica francese. Nella medesima graduatoria hanno fatto il loro ingresso anche i tre album realizzati durante gli anni 2010: À l'eau de javel, Hellno Kitty e Divergente. Nel 2012 ha trionfato ai Globes de cristal come miglior interprete femminile.

## Discografia

### Album in studio
- 2008 – The Love Album
- 2012 – À l'eau de javel
- 2014 – Hellno Kitty
- 2017 – Divergente
- 2024 – Un sacré numéro

### Album dal vivo
- 2005 – The Cheap Show
- 2010 – The Short Version

### Singoli
- 2006 – Mon cœur, mon amour
- 2006 – Christina
- 2007 – Do I Have Your Attention? (con The Blood Arm)
- 2008 – Peut-être une angine
- 2009 – Le premier amour
- 2009 – J'sais pas
- 2011 – I Love You
- 2012 – Je n'embrasse pas les garçons
- 2017 – J'ai retrouvé mon mojo
- 2023 – Moi, tout ce que je veux pour Noël

## Filmografia

### Cinema
- Travolti dalla cicogna (Un heureux évenement), regia di Rémi Bezançon (2012)

### Televisione
- Rien dans les poches - film TV (2008)
- Profiling (Profilage) - serie TV (2015)
- Cut - serie TV (2015)